# 社團新村
社團新村，是台灣南部的眷村，於1957年（民國46年）興建，為空軍與陸軍的軍眷住宅。位於嘉義縣大林鎮，由婦聯會第一期捐款建造，約有200戶。
此村離嘉義大林鎮鬧區約6公里，附近幾乎都為農田，雖然地處偏遠，但社團新村菁英輩出，像是影星林青霞、徐乃麟、張艾嘉就是生活於此村。影劇《再見，忠貞二村》也於此村取景拍攝。
2003年（民國92年）在國防部眷村都更政策下，社團新村全村遷移至嘉義市精忠新城，荒廢一段時間後便拆除。
原址在太平洋战争期間被興建成日本海軍大林飛行場，戰後為國民政府接收。